# Venator spenceri
Venator spenceri là một loài nhện trong họ Lycosidae.
Loài này thuộc chi Venator. Venator spenceri được Henry Roughton Hogg miêu tả năm 1900.